# シャルル・プリュミエ

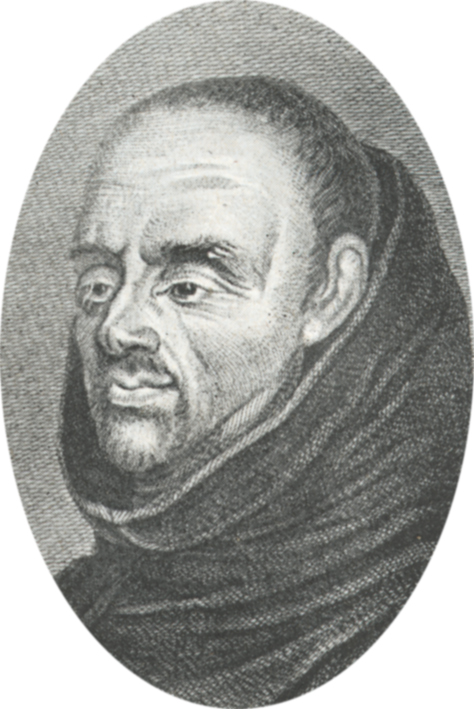
Révérend-père Charles Plumier.

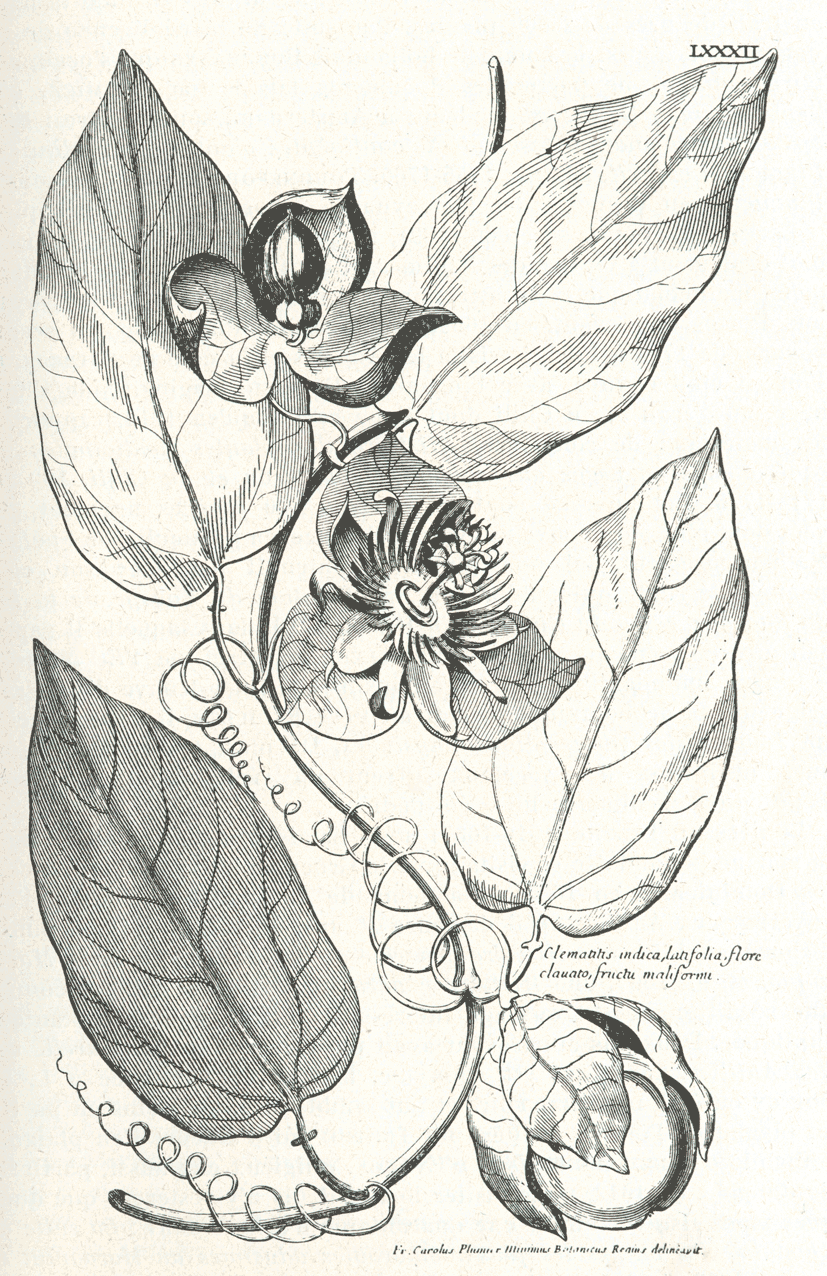
"Description des Plantes d'Amérique"の図版

シャルル・プリュミエ（Charles Plumier、1646年4月2日 – 1704年11月20日）は、フランスの植物学者である。中米、南米に3度赴き、アメリカ大陸の植物を採取し研究した。

## 略歴
16歳で、パウラナーの教会に入った。教会では数学を学び、後にローマでパオロ・ボッコーネらの当時の優れた植物学者とともに、植物学を学んだ。フランスに戻り、ツルヌフォールのもとでの採集調査に参加し、大きな影響を受けた。1689年に政府の命令によりJoseph Donat Surianに率いられた、フランス領アンティル諸島の調査旅行に、画家および博物学者として参加し、1年半滞在した。帰国後の1693年に発表された記録、"Description des Plantes d'Amérique"は評判を呼び、王室の植物学者に任じられた。フランス王ルイ14世の命で1693年に2回目の南米探検調査、1695年に3回目の探検調査を行った。多くの新種の植物を発見し、著書"Filicetum Americanum" (1703年)や"Nova Plantarum Americanarum Genera"(1703-04年) 、論文誌、"Journal des Savants and the Memoires de Trévoux"に論文としてが発表された。1704年に、キナの木の原生地の探検のためのペルーへの遠征の途中で、カディス近くのPuerto de Santa Mariaで病死した。
"Description des Plantes d'Amérique"に記載されたアメリカ大陸原産106の種の219の図版のほかに、多くの種を記載し、多くの植物に有名な植物学者の名前を命名した。没した時、アメリカ大陸の動物、特に鳥類・魚類の図や、4300の種の6000の図を残した。これは、"Plantarum americanarum, quas olim Carolus Plumerius botanicorum princeps detexit"としてアムステルダムで出版された。

## 著書
- Description des plantes de l'Amérique. Paris 1693.
- L'Art de tourner. Lyon 1701.
- Nova plantarum Americanarum genera. Paris 1703.
- Traite de fougères de l'Amerique. Paris 1705.

## 参照項目
- プルメリア (彼の名を持つ植物)

 ウィキメディア・コモンズには、シャルル・プリュミエに関するカテゴリがあります。